# Eason's Moving On Stage世界巡迴演唱會
世界巡迴演唱會是由歌神陳奕迅演出，於2007至2009年間在亞洲和美国、加拿大各大城市舉行，歷時兩年共44場，是陳奕迅首個大型世界巡迴演唱會。

## 製作概念
為求突破，今次演唱會加入大量舞蹈元素，陳奕迅既大玩幽默與「小天鵝」跳舞唱歌，亦意識大膽與一班衣著性感的舞蹈員狂跳辣身舞。演出造型設計則由黃偉文操刀，其中陳奕迅開場的婚紗、和服，以及壓軸的Hip-hop金光閃閃印度皇帝造型，最為經典。整個演唱會都充滿“玩”味。
至於演唱會名稱，是陳奕迅構想出來的。他想到了巡迴演唱會都是一站move到下一站，所以就叫Moving On。

## 製作班底
世界巡迴演唱會的隨團樂隊成員包括單立文、Gary Tong、Davy Chan（香港著名樂隊LMF的樂手）、鍾達茵、Joey Tang（香港樂隊太極樂隊結他手）、雷有暉、柳重言、孫偉明、黃仲賢、C.Y.Kong及史丹利 Stanley Leung。

## 外間評價
歌迷稱讚聲線狀態頂峰，當中演唱的《浮誇》被視為這首歌曲的經典現場演出版本之一。另有部份歌迷表示，陳奕迅演出期間數度退場並花不少時間換裝，雖有安排其他間場演出，但仍讓演唱會剛被炒熱的氣氛被多次打斷，影響整體觀感。

## 演出城市及場次
| 2007年 | 2007年                                    | 2007年 | 2007年     |
| 場次   | 日期                                      | 城市   | 場地       |
| ------ | ----------------------------------------- | ------ | ---------- |
| 1-16   | 2007年10月24日﹣11月6日、11月9日-11月10日 | 香港   | 香港體育館 |

| 2008年 | 2008年                | 2008年         | 2008年                      |
| 場次   | 日期                  | 城市           | 場地                        |
| ------ | --------------------- | -------------- | --------------------------- |
| 17     | 2008年2月2日          | 臺灣台北       | 中山足球場                  |
| 18-19  | 2008年2月9日﹣2月10日 | 美国紐約       | Mohegan Sun Arena           |
| 20     | 2008年2月12日         | 加拿大多倫多   | 加拿大航空中心              |
| 21     | 2008年3月20日         | 悉尼           | Sydney Entertainment Centre |
| 22     | 2008年3月22日         | 墨爾本         | 維多利亞藝術中心            |
| 23     | 2008年4月19日         | 中国廣州       | 天河體育場                  |
| 24     | 2008年4月26日         | 中国大陆上海   | 上海體育場                  |
| 25     | 2008年6月14日         | 马来西亚吉隆坡 | 默迪卡體育館                |
| 26-27  | 2008年7月18-7月19日   | 澳門           | 澳門威尼斯人度假村酒店      |
| 28     | 2008年7月26日         | 新加坡         | 新加坡室內體育館            |
| 29     | 2008年8月2日          | 中国大陆昆明   | 拓東體育場                  |
| 30     | 2008年9月28日         | 中国大陆北京   | 工人體育場                  |
| 31     | 2008年11月8日         | 中国大陆天津   | 天津奧林匹克體育中心體育場  |
| 32     | 2008年11月15日        | 中国大陆重慶   | 重慶市奧林匹克體育中心      |
| 33     | 2008年11月22日        | 中国大陆深圳   | 深圳體育場                  |

| 2009年 | 2009年                | 2009年                 | 2009年                        |
| 場次   | 日期                  | 城市                   | 場地                          |
| ------ | --------------------- | ---------------------- | ----------------------------- |
| 34     | 2009年3月21日         | 美国洛杉磯             | Agua Caliente Casino & Resort |
| 35     | 2009年3月22日         | 美国舊金山             | Cow Palace                    |
| 36     | 2009年4月25日         | 中国大陆上海 (Part II) | 虹口足球場                    |
| 37     | 2009年4月30日         | 中国大陆蘇州           | 蘇州體育中心                  |
| 38-39  | 2009年5月29日-5月30日 | 臺灣台北 (Part II)     | 台北小巨蛋                    |
| 40     | 2009年6月20日         | 中国大陆貴陽           | 貴陽市奧林匹克體育中心        |
| 41     | 2009年7月11日         | 中国大陆佛山           | 佛山世紀蓮體育中心            |
| 42     | 2009年7月18日         | 中国大陆北京 (Part II) | 北京工人體育場                |
| 43     | 2009年7月25日         | 中国大陆廣州 (Part II) | 廣州體育館                    |
| 44     | 2009年7月25日         | 马来西亚吉隆坡         | Sunway Lagoon Surf Beach      |

## 演唱曲目
Part I 

1. 白玫瑰 

2. 信心花舍 
 
3. K歌之王 

4. 裙下之臣 
 
5. 富士山下 
 
6. 不如不見 

7. 夕陽無限好 

8. 人車誌 

9. 瑪利奧派對 

10. 最佳損友 

11. What a Wonderful World 

12. 今日 

13. 黑擇明 

Part II 

14. Dance Mix（Shall We Dance+傷信+幸福摩天輪+給愛麗斯+美麗有罪+2001太空漫遊） 

15. 熱島小夜曲 

16. Crying in the Party  

17. 我不好愛 

18. 大開眼戒（打回原形） 

19. 衝口而出 

20. 月球上的人 

21. 葡萄成熟時 

Part III 

22. 浮誇 

23. 低等動物 

24. 粵語殘片 

25. 綿綿（僅頭幾場） 

26. 淘汰 

27. 黃金時代 

28. 落花流水 

29. 第五個現代化 

30. 演唱會 

第七場（收錄場）Encore 

31. 天下無雙 

32. 與我常在 

33. 明年今日 

尾場Encore 

31. 我的快樂時代 

32. 與我常在 

33. 天下無雙 
 
34. 單車 

35. 抱擁這分鐘 

36. 遊離分子 

38. 綿綿 

38. Lonely Christmas 

39. 超人的主題曲 

40. 明年今日 

Main Rundown 

1. 低等動物 

2. 紅玫瑰 
 
3. K歌之王 

4. 謝謝儂 
 
5. 瑪利奧派對 
 
6. 聖誕結 

7. 兄妹 

8. 煙味+裙下之臣 

9. 人造衛星 

10. 愛是懷疑 

11. 要你的 

12. 熱島小夜曲 

13. 想哭 

14. 不如這樣 

15. 全世界失眠 

16. 我們都寂寞  

17. 浮誇 

18. 狂人日記 

19. 你的背包 

20. 好久不見 

21. 愛情轉移 

22. 淘汰 

23. 世界 

24. 十年 

Encore 

25. 葡萄成熟時 

26. 與我當在 

27. 阿怪 

28. Special Thanks to 1+2+3 

29. 夕陽無限好 

Main Rundown 

1. K歌之王 

2. 裙下之臣 
 
3. 婚禮的祝福（僅第一場） 

4. 你的背包 

5. 兄妹 

6. 謝謝儂 
 
7. 瑪利奧派對 
 
8. 路...一直都在 

9. Allegro Opus 3.3am 

10. 衝口而出 

11. 想哭 

12. 我們都寂寞 

13. 大開眼戒（僅第一場） 

14. 浮誇 

15. 愛情轉移 

16. 七百年後  

17. Shall We Talk 

18. 十年 

19. 第五個現代化 

20. 演唱會 

21. Medley（獨自去偷歡+狂野之城+這個冬天不太冷+我的親愛+無心睡眠+愛情陷阱） 

22. 不要說話 

23. 不如這樣（僅第一場） 

24. 淘汰 

第一場Encore 

25. 夕陽無限好 

26. 沙龍 

27. 還有什麼可以送給你 

28. 全世界失眠 

29. 與我常在 

30. Special Thanks to 1+2+3 

第二場Encore 

25. 愛是懷疑 

26. 不如這樣 

27. 全世界失眠 

28. 好久不見 

29. 婚禮的祝福 

30. 沙龍 

31. 夕陽無限好 

32. 單車 

33. 天下無雙 

34. 葡萄成熟時 

35. 於心有愧 

36. 還有什麼可以送給你 

37. 最佳損友 

38. 與我常在 

39. 大開眼戒 

40. 幸福摩天輪 

41. Last Order 

42. 低等動物 

43. 聖誕結 

44. Special Thanks to 1+2+3 

## 影音產品出版
| 日期           | 產品名稱                                    | 類型    | 發行地區 |
| -------------- | ------------------------------------------- | ------- | -------- |
| 2007年12月27日 | Eason's Moving On Stage 1 (3CD)             | CD      | 香港     |
| 2008年1月18日  | Eason's Moving On Stage 1 Karaoke (3VCD)    | VCD     | 香港     |
| 2008年2月4日   | Eason's Moving On Stage 1 Karaoke (3DVD)    | DVD     | 香港     |
| 2008年4月23日  | Eason's Moving On Stage 1 Karaoke (Blu-ray) | Blu-ray | 香港     |